# Soğuksu, Çaldıran
Soğuksu là một xã thuộc thành phố Çaldıran, tỉnh Van, Thổ Nhĩ Kỳ. Dân số thời điểm năm 2011 là 2.386 người.